# Нью-Олбані (Огайо)
Нью-Олбані (англ. New Albany) — місто (англ. city) в США, в округах Франклін і Лікінґ штату Огайо. Населення — 10 825 осіб (2020).

## Географія
Нью-Олбані розташований за координатами 40°4′59″ пн. ш. 82°47′56″ зх. д. / 40.08306° пн. ш. 82.79889° зх. д. (40.083073, -82.798908).  За даними Бюро перепису населення США в 2010 році місто мало площу 30,31 км², з яких 29,93 км² — суходіл та 0,37 км² — водойми. В 2017 році площа становила 37,60 км², з яких 37,17 км² — суходіл та 0,43 км² — водойми.

## Демографія
Згідно з переписом 2010 року, у селищі мешкали 7724 особи в 2406 домогосподарствах у складі 2138 родин. Густота населення становила 255 осіб/км².  Було 2653 помешкання (88/км²).
Расовий склад населення:
| - 87,7 % — білих - 6,5 % — азіатів - 3,1 % — чорних або афроамериканців - 0,1 % — вихідців з тихоокеанських островів - 0,1 % — корінних американців |

До двох чи більше рас належало 2,1 %. Частка іспаномовних становила 2,0 % від усіх жителів.
За віковим діапазоном населення розподілялося таким чином: 36,6 % — особи молодші 18 років, 56,9 % — особи у віці 18—64 років, 6,5 % — особи у віці 65 років та старші. Медіана віку мешканця становила 37,9 року. На 100 осіб жіночої статі у селищі припадало 98,3 чоловіків;  на 100 жінок у віці від 18 років та старших — 97,0 чоловіків також старших 18 років.
Середній дохід на одне домашнє господарство  становив 260 598 доларів США (медіана — 196 030), а середній дохід на одну сім'ю — 292 467 доларів (медіана — 221 148). Медіана доходів становила 140 568 доларів для чоловіків та 102 405 доларів для жінок. За межею бідності перебувало 2,6 % осіб, у тому числі 3,3 % дітей у віці до 18 років та 1,9 % осіб у віці 65 років та старших.
Цивільне працевлаштоване населення становило 4159 осіб. Основні галузі зайнятості: освіта, охорона здоров'я та соціальна допомога — 18,9 %, роздрібна торгівля — 14,7 %, фінанси, страхування та нерухомість — 13,8 %.